# Frank Pierce
Pour les articles homonymes, voir Pierce.
Frank Pierce, né en avril 1883 et mort le 25 février 1908, est un athlète américain du peuple Sénéca. Il est notamment le premier athlète amérindien à participer aux Jeux olympiques, en 1904 à Saint-Louis. Il prend ainsi le départ du très controversé marathon mais semble abandonner rapidement en raison des rudes conditions, seul son premier tour du stade Francis Field étant confirmé,. 
Peu d'autres informations sont connues à propos de lui, mis-à-part son petit gabarit (1,70 m pour 57 kg) et le fait qu'il ait eu pour club le Pastime Athletic Club de New York.
Il a deux frères, eux aussi athlètes, Jerry Pierce et Tom Pierce.
Il meurt de façon inexpliquée le 25 février 1908 à environ 23 ans, peu après la mort de deux autres membres de sa famille.